# アルベール・デルピー
アルベール・デルピー（Albert Delpy、1941年9月13日 - ）はフランス領インドシナ・サイゴン出身の俳優。1970年に映画初出演。 妻は女優のマリー・ピレ。娘は女優で監督のジュリー・デルピー。
1968年に舞台俳優としてデビュー。1970年に映画初出演。
1976年のオムニバス『Guerres civiles en France』で妻、娘（本作でデビュー）と共演。娘が主演するようになると、親子役、親類役などで度々共演し、彼女の監督作ではおかしな父親でいい味を出している。

## 主な映画
- 1970：『麻薬(ヤク)』(TV放映題)／『ジャン・ギャバン／ドン』(VHS題)　La horse (ピエール・グラニエ＝ドフェール)
- 1972：『西暦01年』(シネクラブ上映) L'An 01 (ジャック・ドワイヨン)
- 1974：『ジャン＝ポール・ベルモンドの 恐怖に襲われた街』Peur sur la ville (アンリ・ヴェルヌイユ)
- 1976：『テナント/恐怖を借りた男』(VHSスルー／DVD発売) The Tenant (ロマン・ポランスキー)
- 1976： Guerres civiles en France (ジョエル・ファルジュ)
- 1977：『ポケットの愛』L'Amant de poche (ベルナール・ケイザンヌ)
- 1978：『モリエール』Molière (アリアーヌ・ムヌーシュキン)
- 1984：『新・パリところどころ』ベルナール・デュボワ篇「クリシー広場」(映画祭上映) Paris vu par... 20 ans après
- 1985：『アルキメデスのハレムのお茶』(シネクラブ上映) Le Thé au harem d'Archimède (メーディ･シェレフ)
- 1985：『トレンチコートの女』On ne meurt que deux fois (ジャック・ドレー)
- 1986：『モスクワの追跡者』(VHSスルー) Twist again à Moscou (ジャン＝マリー・ポワレ)
- 1987：『タンデム』Tandem (パトリス・ルコント)
- 1988：『天使の接吻』L'Autre nuit (ジャン＝ピエール・リモザン)
- 1990：『髪結いの亭主』Le Mari de la coiffeuse (パトリス・ルコント)
- 1994：『愛の報酬／シャベール大佐の帰還』Le Colonel Chabert (イヴ・アンジェロ)
- 1996：『パトリス・ルコントの大喝采』Les Grands Ducs (パトリス・ルコント)
- 1996：『リディキュール』Ridicule (パトリス・ルコント)
- 1997：『マルト』(映画祭上映) Marthe (ジャン＝ルー・ユベール)
- 2000：『ふたりの教師』(映画祭上映) Le Prof (アレクサンドル・ジャルダン)
- 2004：『ビフォア・サンセット』Before Sunset (リチャード・リンクレイター)
- 2006：『パリ、恋人たちの2日間』2 Days in Paris (ジュリー・デルピー)
- 2008：『ミスコン戦争』(TV5MONDE放映) La Guerre des miss (パトリス・ルコント)
- 2011：『スカイラブ』Le Skylab (ジュリー・デルピー)
- 2012：『ニューヨーク、恋人たちの2日間』2 Days in New York (ジュリー・デルピー)
- 2015： Anton Tchekhov-1890 (ルネ・フェレ)
- 2017：『欲望に溺れて』Plonger (メラニー・ロラン)

### 主なテレビ
- 1994：『女警部ジュリー・レスコー』第9話(シーズン3第5話)『甘い罠』Julie Lescautepisode Ruptures (ジョゼ・ダイヤン)
- 1996：『新・メグレ警視／霧の港』Maigret et le port des brumes (シャルル・ネメス)
- 1998:『モンテ・クリスト伯』Le Comte de Monte-Cristo (ジョゼ・ダイヤン)
- 2012：『クレマンソー』(TV5MONDE放映) Clemenceau (オリヴィエ・ギシャール) (クロード・モネ役)